# Pariangan (plaats)
Pariangan is een bestuurslaag in het regentschap Tanah Datar van de provincie West-Sumatra, Indonesië. Pariangan telt 5624 inwoners (volkstelling 2010).